# Osman (jeu vidéo)
Osman, ou Cannon Dancer (キャノンダンサー) au Japon, est un jeu vidéo d'action-plates-formes développé par l'entreprise japonaise Mitchell Corp. et édité par Data East en février 1996 sur borne d'arcade.